# Razdelj
Razdelj je naselje v Občini Vojnik.

## Prebivalstvo
Etnična sestava 1991:
- Slovenci: 73 (75,2 %)
- Ostali: 1 (1,1 %)
- Neopredeljeni: 19 (20 %)